# Крістіан Будаї
Крістіа́н Будаї (угор. Budai Krisztián; народився 22 лютого 1979, Будапешт, Угорщина) — угорський хокеїст, воротар. 
У складі національної збірної Угорщини провів 107 матчів (64 пропущених шайб); учасник чемпіонатів світу 2002 (дивізіон I), 2003 (дивізіон I), 2004 (дивізіон I), 2005 (дивізіон I), 2006 (дивізіон I), 2007 (дивізіон I) і 2009. 
Виступав за «Альба Волан» (Секешфехервар), МХК «Кежмарок», «Ференцварош» (Будапешт).